# Tridecanal
El tridecanal es un compuesto orgánico de la clase de los aldehídos constituido por una cadena lineal de trece átomos de carbono con un grupo carbonilo en uno de sus extremos con la fórmula CH
3(CH
2)
11CHO, es decir, es el derivado aldehídico del tridecano. Es un líquido incoloro oleoso que tiene un olor grasa-cera y ligeramente cítrico. La adición de tridecanal a las composiciones de la fragancia imparte matices frescos en la nota superior, así como en el secado. Junto con el octanal, es el aldehído más importante en los aceites esenciales de los cítricos. Se produce por hidroformilación de 1-dodeceno. La hidrogenación del tridecanal produce 1-tridecanol.

## Ocurrencia y uso
Se utiliza como fragancia y es bien tolerado. Es un componente traza emitido por la combustión de combustible diésel y la exposición de alfombras sintéticas al ozono.